# 费南多
费南多，原名费尔南多·恩里克·达孔塞桑（葡萄牙語：Fernando Henrique da Conceição，1993年3月16日—），是一名巴西裔中国职业足球运动员，司职前锋。现效力于中超球队上海申花。
2016年3月7日，在2016年中超联赛首轮重庆力帆主场对阵卫冕冠军广州恒大淘宝的比赛中，费南多兩次长途奔袭打进两球，帮助球队2:1力克恒大。賽後被球會稱呼他是球場上的摩托車，後暱稱演化成“小摩托”。
2019年底，费南多获得中国护照。2020年9月30日，费南多与另一名归化球员蒋光太同时首次入选中国国家足球队集训名单。
2022年2月16日，廣州足球俱樂部發布公告，與五名歸化球員費南多、艾克森、洛國富、高拉特和阿蘭終止合約。
2023年4月，费南多加盟山东泰山足球俱乐部。
2024年3月，费南多首次代表中国国家队出战，并在与新加坡队的比赛中打入首粒国家队进球。7月，费南多以租借形式加盟上海申花足球俱乐部。